# Vuelta a México 2012
La edición 2012 de la competición ciclista Vuelta a México (denominada Vuelta México Telmex), se disputó entre el 18 y el 25 de marzo de 2012.
El recorrido fue de 8 etapas y 880 km transitando por los estados de Guerrero, Hidalgo, Tlaxcala, Puebla, Estado de México y el Distrito Federal. Inició con un circuito en Acapulco y finalizó en Ciudad de México.
Estuvo incluida en el calendario del UCI America Tour, siendo la 14.ª carrera de dicha competición.
Inicialmente, el ganador de la competición en principio fue el español Óscar Sevilla del equipo Empacadora San Marcos, quién tomó el maillot de líder en la 2.ª etapa tras concretar una fuga en solitario y arribar con 3 minutos de ventaja.
Casi dos meses después (el 15 de mayo) el caso de dopaje en la Vuelta a Colombia 2010 por el cual Sevilla estaba siendo investigado tuvo resolución y fue suspendido. Además le fueron anulados los resultados de esa vuelta y todos los posteriores por lo cual la Vuelta a México en definitiva quedó en manos de Julián Rodas, siendo Daniel Jaramillo 2.º y Stiber Ortiz tercero.
En las clasificaciones secundarias Colombia se llevó todos los lauros. Weimar Roldán las metas volantes, Alex Cano la montaña, Daniel Jaramillo la clasificación sub-23 y por equipos triunfó el Gobernación de Antioquia.

## Equipos participantes
Participaron 20 equipos en total, siendo 6 mexicanos y 14 extranjeros.
 Las escuadras contaron entre 6 y 8 corredores para totalizar 150 competidores, de los que 124 llegaron al final. Se destacó el regreso a las carreteras mexicanas del danés Michael Rasmussen con el equipo Christina Watches-Onfone y el retorno a la actividad del español Óscar Sevilla en el equipo Empacadora San Marcos.
| - Canel's Turbo - Orven Zacatecas - Empacadora San Marcos - Arenas Tlaxcala - Hermanos Correa-Ciao Italia - Selección sub-23 | - Amore & Vita - Competitive Cyclist Racing Team - Jamis-Sutter Home - Wonderful Pistachios - Christina Watches-Onfone - Funvic-Pindamonhangaba - Gobernación de Antioquia-Indeportes Antioquia - Start Cycling Team-Atacama Flowery Desert - Team Raleigh-Gac - Mutua Levante-Cefemax - Fire Fighter Racing Team - Selección de Colombia - Selección de Cuba - Selección de Guatemala |

## Etapas
La carrera contó con tres etapas en circuito, cuatro en carretera y una cronoescalada. La 1.ª en Acapulco, la 5.ª en Puebla y la 8.ª y última en el D.F. fueron las etapas en circuito. La denominada "etapa reina" fue la 4.ª , que luego de recorrer casi 200 km finalizó con el ascenso al volcán La Malinche. La 7.ª etapa fue una cronoescalada en la ladera del volcán Ajusco de 12 km, un ascenso de 1.ª categoría donde los ciclistas debieron ascender desde 2850 m.s.n.m hasta los 3397 m s. n. m.
| Etapa | Fecha       | Recorrido            | km       | Ganador         | Líder          |
| 1.ª   | 18 de marzo | Circuito en Acapulco | 84       | Héctor Aguilar  | Héctor Aguilar |
| 2.ª   | 19 de marzo | Taxco-Metepec        | 136,2    | Julián Rodas    | Julián Rodas   |
| 3.ª   | 20 de marzo | Metepec-Pachuca      | 169,3    | Thomas Rabou    | Julián Rodas   |
| 4.ª   | 21 de marzo | Pachuca-La Malinche  | 199,5    | Alex Cano       | Julián Rodas   |
| 5.ª   | 22 de marzo | Circuito en Puebla   | 80,6     | Héctor Rangel   | Julián Rodas   |
| 6.ª   | 23 de marzo | Puebla-Cuautla       | 98       | Daniel Holloway | Julián Rodas   |
| 7.ª   | 24 de marzo | Ajusco               | 12 (CRI) | Alex Cano       | Julián Rodas   |
| 8.ª   | 25 de marzo | Circuito en D. F.    | 100,5    | Juan Arango     | Julián Rodas   |

## Clasificaciones finales

### Clasificación general
| Posición | Ciclista         | Equipo                                        | Tiempo           |
| -------- | ---------------- | --------------------------------------------- | ---------------- |
| 1        | Julián Rodas     | Gobernación de Antioquia-Indeportes Antioquia | 20 h 54 min 25 s |
| 2        | Daniel Jaramillo | Gobernación de Antioquia-Indeportes Antioquia | a 24 s           |
| 3        | Stiber Ortiz     | Selección de Colombia                         | a 36 s           |
| 4        | Carlos López     | Canel's Turbo                                 | a 48 s           |
| 5        | Janier Acevedo   | Gobernación de Antioquia-Indeportes Antioquia | a 56 s           |
| 6        | Alex Cano        | Gobernación de Antioquia-Indeportes Antioquia | a 2 min 16 s     |
| 7        | Arnold Alcolea   | Selección de Cuba                             | a 2 min 28 s     |
| 8        | Max Jenkins      | Competitive                                   | a 2 min 54 s     |
| 9        | Florencio Ramos  | Canel's Turbo                                 | a 4 min 36 s     |
| 10       | José Trobledo    |                                               | a 5 min 03 s     |

### Clasificación de las metas volantes
| Posición | Ciclista       | Equipo                | Puntos |
| -------- | -------------- | --------------------- | ------ |
|          | Weimar Roldán  | Selección de Colombia | 40     |
| 2        | Arnold Alcolea | Selección de Cuba     | 32     |
| 3        | Marlon Pérez   | Selección de Colombia | 20     |

### Clasificación de la montaña
| Posición | Ciclista       | Equipo                                        | Puntos |
| -------- | -------------- | --------------------------------------------- | ------ |
|          | Alex Cano      | Gobernación de Antioquia-Indeportes Antioquia | 33     |
| 2        | Janier Acevedo | Gobernación de Antioquia-Indeportes Antioquia | 29     |
| 3        | Stiber Ortiz   | Selección de Colombia                         | 29     |

### Clasificación sub-23
| Posición | Ciclista         | Equipo                                        | Tiempo           |
| -------- | ---------------- | --------------------------------------------- | ---------------- |
|          | Daniel Jaramillo | Gobernación de Antioquia-Indeportes Antioquia | 20 h 54 min 49 s |
| 2        | Yovcho Yovchev   | Amore & Vita                                  | a 6 min 19 s     |
| 3        | Eder Frayre      | Mutua Levante-Cafemax                         | a 8 min 47 s     |

### Clasificación por equipos
| Posición | Equipo                                        | Tiempo           |
| -------- | --------------------------------------------- | ---------------- |
|          | Gobernación de Antioquia-Indeportes Antioquia | 62 h 40 min 36 s |
| 2        | Canel's Turbo                                 | a 14 min 48 s    |
| 3        | Selección de Colombia                         | a 17 min 24 s    |
| 4        | Arenas Tlaxcala                               | a 24 min 44 s    |
| 5        | Empacadora San Marcos                         | a 30 min 50 s    |

## UCI America Tour
La carrera al estar integrada al calendario internacional americano 2011-2012 otorgó puntos para dicho campeonato. El baremo de puntuación es el siguiente:
| Posición                    | 1.º | 2.º | 3.º | 4.º | 5.º | 6.º | 7.º | 8.º |
| Clasificación general final | 40  | 30  | 16  | 12  | 10  | 8   | 6   | 3   |
| Por etapa                   | 8   | 5   | 2   |     |     |     |     |     |
| Lider General por etapa     | 4   |     |     |     |     |     |     |     |

Los 10 ciclistas que obtuvieron más puntaje fueron los siguientes:
| Ciclista         | Equipo                   | Puntos por la clasificación final | Puntos de etapa | Puntos de líder | Total |
| ---------------- | ------------------------ | --------------------------------- | --------------- | --------------- | ----- |
| Julián Rodas     | Gobernación de Antioquia | 40                                | 8               | 24              | 72    |
| Daniel Jaramillo | Gobernación de Antioquia | 30                                | 2               | -               | 32    |
| Alex Cano        | Gobernación de Antioquia | 8                                 | 18              | -               | 26    |
| Stiber Ortiz**   | Selección de Colombia    | 16                                | 5               | -               | 21    |
| Carlos López**   | Canel's Turbo            | 12                                | 5               | -               | 17    |
| Janier Acevedo   | Gobernación de Antioquia | 10                                | 5               | -               | 15    |
| Héctor Aguilar   | Funvic-Pindamonhangaba   | -                                 | 8               | 4               | 12    |
| Fernando Antogna | Jamis-Sutter Home        | -                                 | 10              | -               | 10    |
| Arnold Alcolea** | Selección de Cuba        | 6                                 | 2               | -               | 8     |

- ** Sus puntos no van a la clasificación por equipos del UCI América Tour. Sólo van a la clasificación individual y por países, ya que los equipos a los que pertenecen no son profesionales.